# Călin Albuț
Pour les articles homonymes, voir Călin.
Septimiu Călin Albuț est un footballeur roumain né le 23 mai 1981 à Bistrița. Il évolue au poste de gardien de but.

## Biographie
Călin Albuț joue quatre matchs en Ligue Europa avec le club du Rapid Bucarest lors de l'année 2012.

## Carrière
- 2000-2004 : Baia Mare  Roumanie
- 2004-2011 : Gloria Bistrița  Roumanie
- 2011-2012 : FCM Târgu Mureș  Roumanie
- 2012 : Rapid Bucarest  Roumanie
- 2013-2014 : Gloria Bistrița  Roumanie
- 2014 : Săgeata Năvodari  Roumanie
- 2014-2015 : Viitorul Constanța  Roumanie